# Пороги (Мокроусовський округ)
Поро́ги (рос. Пороги) — присілок у складі Мокроусовського округу Курганської області, Росія.
Населення — 191 особа (2010, 210 у 2002).
Національний склад станом на 2002 рік:
- росіяни — 87 %